# Armékommandot (Danmark)
Hærkommandoen  är den danska arméns ledningsförband som ansvarar för utbildningen och insättandet av arméns enheter. Hærkommandoen är inget självständigt förband utan ingår i Værnsfælles Forsvarskommando som bildades 2014, dessförinnan leddes Armén av Hærens Operative Kommando.